# Tetramolopium humile
Espèce
Classification phylogénétique
Tetramolopium humile est une espèce de plantes à fleurs du genre Tetramolopium et de la famille des Asteraceae.